# Albalate de Cinca
Albalate de Cinca es un municipio español de la provincia de Huesca, en la comunidad autónoma de Aragón. Situado en la comarca del Cinca Medio, cuenta con una población de 1142 habitantes (INE 2024).

## Demografía
Albalate de Cinca cuenta con una población de 1142 habitantes (INE 2024).
| Gráfica de evolución demográfica de Albalate de Cinca entre 1842 y 2021                                             |
| |
| Población de derecho según los censos de población del INE Población de hecho según los censos de población del INE |

## Administración y política
| Período   | Alcalde                        | Partido |  |
| --------- | ------------------------------ | ------- |  |
| 1979-1983 | Salvador de Pablo Reimat       | UCD     |  |
| 1983-1987 |                                |         |  |
| 1987-1991 |                                |         |  |
| 1991-1995 |                                |         |  |
| 1995-1999 |                                |         |  |
| 1999-2003 |                                |         |  |
| 2003-2007 | José Antonio Castillón Serrate | PP      |  |
| 2007-2011 | María Sagrario Sender Ibáñez   | PSOE    |  |
| 2011-2015 | José Antonio Castillón Serrate | PP      |  |
| 2015-2019 | José Antonio Castillón Serrate | PP      |  |
| 2019-     | Ricardo Charlez Peralta        | PSOE    |  |

| Partido político    | Partido político                                   | 2003   | 2007   | 2011   | 2015   |
| Partido político    | Partido político                                   | Ediles | Ediles | Ediles | Ediles |
|                     | Partido Popular de Aragón (PP)                     | 6      | 4      | 4      | 5      |
|                     | Partido de los Socialistas de Aragón (PSOE-Aragón) | 2      | 3      | 3      | 3      |
|                     | Partido Aragonés (PAR)                             | 1      | 2      | 2      | 1      |
| Total de concejales | Total de concejales                                | 9      | 9      | 9      | 9      |

## Economía

### Evolución de la deuda viva municipal
| Gráfica de evolución de Deuda viva del Ayuntamiento de Albalate de Cinca entre 2008 y 2019                                |
| |
| Deuda viva del Ayuntamiento de Albalate de Cinca en miles de Euros según datos del Ministerio de Hacienda y Ad. Públicas. |

## Fiestas
Celebra sus fiestas el 29 de septiembre (San Miguel) y el 11 de noviembre (San Martín).

## Localidades hermanadas
- Eaunes (Francia)[10]